# Rec.Sport.Soccer Statistics Foundation
Rec.Sport.Soccer Statistics Foundation, скорочено RSSSF — міжнародна аматорська організація, що займається збором статистичних даних про футбол. Мета фонду — створення вичерпного архіву інформації, пов'язаної з футболом, з усього світу.

## Історія
Організація, за словами засновників, була створена в січні 1994 року на платформі комп'ютерної мережі «Usenet» трьома завсідниками «Rec.Sport.Soccer» (RSS): Ларсом Орхусом, Кентом Хедлундгом та Карелом Стоккермансом. Спочатку вона називалася «North European Rec.Sport.Soccer Statistics Foundation», а географічна прив'язка була прибрана після приходу учасників з інших регіонів.
Сьогодні в діяльності RSSSF беруть участь люди з усього світу. Фонд відкрив сім дочірніх проєктів, які пильно стежать за лігами конкретних країн. Подібні проєкти присвячені Албанії, Бразилії, Данії, Норвегії, Польщі, Румунії, Уругваю і Венесуелі.
Ця організація протягом багатьох років була тісно пов'язана з RSS, і вона як і раніше зберігає архів (оновлювався 15 червня 2003 року) з даними про те, що деякі учасники RSSSF писали найкращі статті для RSS.